# Didymocarpus glandulosus
Didymocarpus glandulosus är en tvåhjärtbladig växtart som först beskrevs av William Wright Smith, och fick sitt nu gällande namn av Wen Tsai Wang. Didymocarpus glandulosus ingår i släktet Didymocarpus och familjen Gesneriaceae.

## Underarter
Arten delas in i följande underarter:
- D. g. glandulosus
- D. g. lasiantherus
- D. g. minor